# Jack King (animateur)
Pour les articles homonymes, voir Jack King et King.
Jack King (1895-1958) était un animateur et réalisateur américain connu pour son travail au sein des Walt Disney Productions et de Warner Bros.

## Biographie
Jack King est né dans l'Alabama en 1895. Il commença sa carrière en 1920, époque du cinéma muet, chez le studio d'animation J. R. Bray Studios.
En 1929, il décide de passer au cinéma d'animation parlant, déménage sur la côte Ouest des États-Unis et entre aux studios Disney.
En 1933, il décide de quitter les studios Disney et entre chez Leon Schlesinger Productions récemment créés. Au sein de ce studio, il participe aux Looney Tunes et Merrie Melodies de Warner Bros..
En 1936, il revient chez Disney où il devient un animateur clé et un réalisateur pour notamment plusieurs épisodes de Donald Duck.
John Grant présente Donald cuistot (1941) comme un chef-d'œuvre de Jack King, alors au sommet de sa gloire, en raison de sa simplicité et de son côté très hilarant. Il quitte à nouveau les studios Disney en 1946.
En 1948, il prend sa retraite et décède dix ans plus tard.

## Filmographie

### Comme réalisateur
- 1920 : His Country Cousin
- 1920 : Kiss Me
- 1920 : Why Change Your Husband
- 1921 : Too Much Pep
- 1925 : The New Champ
- 1929 : The Haunted House
- 1934 : Buddy's Garage
- 1934 : Buddy's Bearcats
- 1934 : Buddy the Detective
- 1934 : Buddy the Woodsman
- 1934 : Buddy's Circus
- 1934 : Viva Buddy
- 1935 : Buddy's Lost World
- 1935 : Buddy's Bug Hunt
- 1935 : Buddy Steps Out
- 1935 : Buddy the Gee Man
- 1935 : A Cartoonist's Nightmare
- 1935 : Le Gaffeur d'Hollywood (Hollywood Capers)
- 1936 : The Phantom Ship
- 1936 : Boom Boom
- 1936 : Alpine Antics
- 1936 : The Fire Alarm
- 1936 : Westward Whoa
- 1936 : Fish Tales
- 1936 : Shanghaied Shipmates
- 1936 : Porky's Pet
- 1936 : Porky le sauveteur (Porky's Moving Day)
- 1937 : Inventions modernes (Modern Inventions)
- 1937 : L'Autruche de Donald (Donald's Ostrich)
- 1938 : Le Sang-froid de Donald (Self Control)
- 1938 : L'Ange gardien de Donald (Donald's Better Self)
- 1938 : Les Neveux de Donald (Donald's Nephews)
- 1938 : Bons Scouts (Good Scouts)
- 1938 : Donald joue au golf (Donald's Golf Game)
- 1939 : Donald le chanceux (Donald's Lucky Day)
- 1939 : Champion de hockey (The Hockey Champ)
- 1939 : Le Cousin de Donald (Donald's Cousin Gus)
- 1939 : Le Pingouin de Donald (Donald's Penguin)
- 1939 : Chasseur d'autographes (The Autograph Hound)
- 1940 : La Blanchisserie de Donald (Donald's Dog Laundry)
- 1940 : L'Entreprenant M. Duck (Mr. Duck Steps Out)
- 1940 : Donald fait du camping (Donald's Vacation)
- 1940 : Nettoyeurs de carreaux (Window Cleaners)
- 1940 : Donald capitaine des pompiers (Fire Chief)
- 1941 : Donald bûcheron (Timber)
- 1941 : Donald à la kermesse (A Good Time for a Dime)
- 1941 : Bonne nuit Donald (Early to Bed)
- 1941 : Donald garde-champêtre (Truant Officer Donald)
- 1941 : Donald fermier (Old MacDonald Duck)
- 1941 : Donald cuistot (Chef Donald)
- 1942 : Donald's Decision
- 1942 : All Together
- 1942 : Donald bagarreur (Donald's Snow Fight)
- 1942 : Donald à l'armée (Donald Gets Drafted)
- 1942 : Donald se camoufle (The Vanishing Private)
- 1942 : Donald parachutiste (Sky Trooper)
- 1942 : Donald groom d'hôtel (Bellboy Donald)
- 1943 : À l'attaque ! (Home Defense)
- 1943 : Facéties militaires (The Old Army Game)
- 1943 : Gauche... Droite (Fall Out Fall In)
- 1943 : The Spirit of '43
- 1944 : Inventions nouvelles (The Plastics Inventor)
- 1944 : Donald et le Gorille (Donald Duck and the Gorilla)
- 1944 : Mission Canard (Commando Duck)
- 1944 : Trombone en coulisse (Trombone Trouble)
- 1944 : Le Vieux Séquoia (Old Sequoia)
- 1945 : Donald a sa crise (Cured Duck)
- 1945 : Le crime ne paie pas (Donald's Crime)
- 1945 : Donald emballeur (The Clock Watcher)
- 1946 : Defense Against Invasion
- 1946 : Donald dans le Grand Nord (Dumb Bell of the Yukon)
- 1946 : Peinture fraîche (Wet Paint)
- 1946 : Donald et son double (Donald's Double Trouble)
- 1947 : Donald et les Grands Espaces (Wide Open Spaces)
- 1947 : Le Dilemme de Donald (Donald's Dilemma)
- 1947 : Dodo Donald (Sleepy Time Donald)
- 1948 : Le Procès de Donald (The Trial of Donald Duck)
- 1948 : Voix de rêve (Donald's Dream Voice)
- 1948 : Drip Dippy Donald

### Comme animateur
- 1929 : El Terrible Toreador
- 1930 : Cannibal Capers
- 1930 : Frolicking Fish
- 1930 : Arctic Antics
- 1930 : Midnight in a Toy Shop
- 1930 : Nuit (Night)
- 1930 : Monkey Melodies
- 1930 : Winter
- 1930 : Playful Pan
- 1931 : Woody goguenarde (Birds of a Feather)
- 1931 : Les Chansons de la mère l'oie (Mother Goose Melodies)
- 1931 : L'Assiette de porcelaine (The China Plate)
- 1931 : En plein boulot (The Busy Beavers)
- 1931 : The Clock Store